# مستعمرات فرسان الأسبتارية في الأمريكيتين

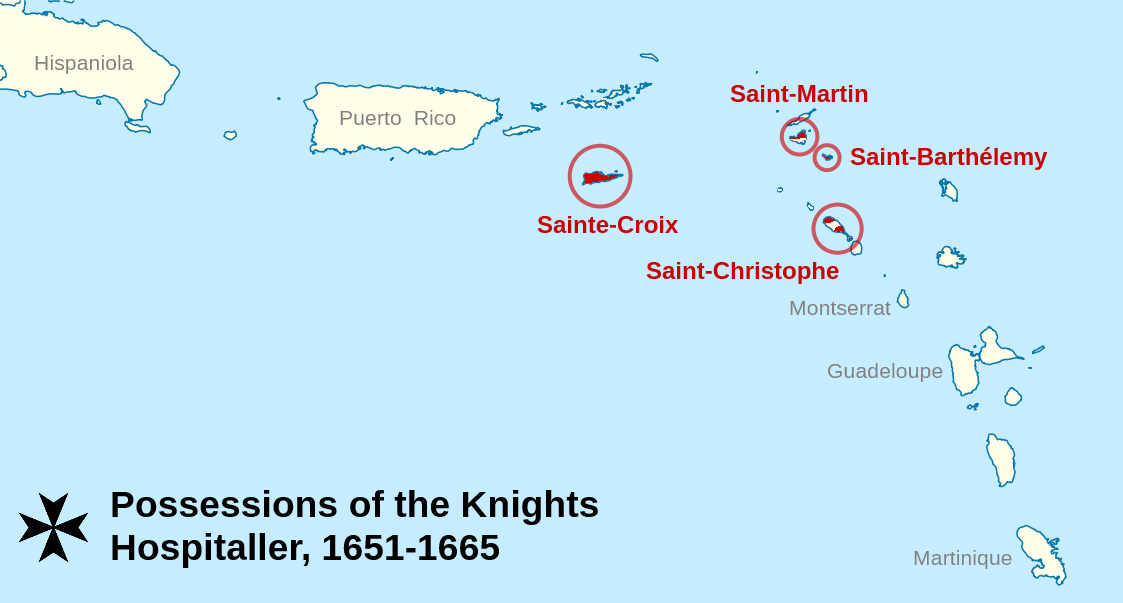
ممتلكات المستشفيات في منطقة البحر الكاريبي.

امتد استعمار الفرسان الاسبتارية في أمريكا لفترة وجيزة مدتها 14 سنة ، بين عامي 1651 و1665 ، امتلك خلالها فرسان الأسبتارية أربع جزر كاريبية. : سانت كيتس وسينت كروا وسانت بارتليمي وسانت مارتن .

## التاريخ

شعار النبالة الحالي لسانت بارتيليمي، وفيه نجمة الإسبتارية.

في عام 1651 ، بعد حل شركة الجزر الأمريكية ، شرعت في بيع حقوق الاستغلال لأطراف مختلفة. فيليب دي لونجفيلييه دي بوانسي يقنع جان بول دي لاسكاريس كاستيلار بشراء جزر. نشأ وجود فرسان الإسبتارية في منطقة البحر الكاريبي من علاقة المنظمة الوثيقة مع وجود العديد من الأعضاء كمسؤولين فرنسيين في الأمريكتين. كان بوانسي ، الذي كان فارس مالطا وحاكم المستعمرات الفرنسية في منطقة البحر الكاريبي ، الشخصية الرئيسية في استعمارهم القصير. وهكذا تشتري المنظمة جزر سان كريستوف وسانت كروا وسانت بارتليمي وسانت مارتن .
في ذلك الوقت ، تصرف الأمر بصفته مالكًا للجزر ، بينما استمر ملك فرنسا في الاحتفاظ بالسيادة الاسمية. في عام 1665 ، باع فرسان الإسبتارية حقوقهم في الجزر إلى الشركة الهند الغربية الفرنسية ، وبذلك وضعوا حداً لمشروعهم الاستعماري.